# Махлинец (село)
Махлинец (укр. Махлинець) — село в Гнездычевской поселковой общине Стрыйского района Львовской области Украины.
Население по переписи 2001 года составляло 122 человека. Занимает площадь 0,444 км². Почтовый индекс — 81774. Телефонный код — 3239.